# Члиянц, Олег Александрович
Олег Александрович Члиянц (28 января 1934, Москва — 29 июня 2010, там же)  — советский и российский авиаконструктор, заместитель генерального конструктора — директор КБ ОКБ им. А. С. Яковлева.

## Биография
Родился 28 января 1934 г. в Москве.
Образование:
- 7 классов 374-й школы в Москве (1949),
- Московский авиационный техникум им. Н. Н. Годовикова по специальности самолётостроение (1953, с отличием),
- вечерний факультет отделения самолётостроения Московского авиационного института им. С. Орджоникидзе (годы учёбы 1953—1954 и 1957—1962).

С октября 1954 по август 1957 г. служил в армии. После армии вернулся в КБ и на 2-й курс института. В 1953—1954 и 1957—1978 гг. работал в ОКБ А. С. Яковлева: техник-конструктор, инженер-конструктор, начальник филиала ОКБ на Иркутском авиазаводе, в 1968—1969 гг. — ответственный представитель генерального конструктора на Саратовском авиазаводе, в 1969—1975 гг. — начальник КБ, в 1975—1978 гг. ответственный представитель на Смоленском авиазаводе.
В 1978—1988 гг. начальник ОКБ НПО «Молния», работал в группе конструкторов орбитального корабля «Буран». С января 1992 г. заместитель Генерального конструктора-директора ОКБ им. А. С. Яковлева.
Скончался О.А. Члиянц 29 июня 2010 года в Москве. Похоронен на Митинском кладбище  (участок 66)

## Награды и премии
Лауреат Ленинской премии 1969 года — за участие в создании самолёта Як-40.